# Броніслав Май
Броніслав Май  (пол. Bronisław Maj, нар. 19 листопада 1953, Лодзь) — польський поет, есеїст, перекладач.

## Біографія
Броніслав Май народився в місті Лодзь. З 1972 року живе в Кракові, де й  закінчив філологічний факультет  Яґеллонського університету (1977). Він доктор гуманітарних наук і викладає з 1979 року. Спеціалізується на польській поезії - від років окупації і до сьогодення. 

## Творчість
Броніслав Май автор віршів, статей і заміток про літературне та художнє життя Польщі. Видав монографію про Тадеуша Гайци (Краків, 1992). Дебютував як поет в журналі «Poezja» в 1970 році. Його твори були перекладені на англійську, французьку, іспанську, італійську, німецьку, голландську, фламандську, шведську, російську, чеську, словацьку, болгарську, угорську, литовську, словенську, сербо-хорватську, білоруську, в'єтнамську, албанську мови  і видані у багатьох країнах світу. 
Лауреат престижних літературних премій: Премія Фонду Костельських (Женева, 1984), премії ПЕН-клубу за поетичну творчість (1995).
Він також пише для театру (в тому числі в 2003 році  для Національного театру «Жаби Арістофана»), радіо, телебачення та кіно. Опублікував низку тематичних статей в «Gazecie Wyborczej», і в газеті «Rzeczpospolita» опубліковано в (1997 р). 
Він є автором багатьох текстів пісень. Окрім того, Броніслав Май був засновником і головним редактором незалежного літературного видання «NaGłos» (1983), співзасновник театру «XTO» (1977), де був сценаристом  та виступав як  актор.
Його робота часто фокусується на метафізичному, але відходить від традиційної релігійної поезії.

### Збірки віршів
| Рік видання | Переклад назви            | Оригінальна назва       |
| ----------- | ------------------------- | ----------------------- |
| 1980        | Вірші                     | Wiersze                 |
| 1981        | Така свобода              | Taka wolność            |
| 1981        | Спільне повітря           | Wspólne powietrze       |
| 1986        | Сімейний альбом           | Album rodzinny          |
| 1986        | Знищення Священного Міста | Zagłada Swiętego Miasta |
| 1986        | Втома                     | Zmęczenie               |
| 1994        | Світло                    | Swiatło                 |

### Монографії, есеї
| Рік видання | Переклад назви                                          | Оригінальна назва                                                   |
| ----------- | ------------------------------------------------------- | ------------------------------------------------------------------- |
| 1992        | Білий хлопчик. Про поезію Тадеуша Гайци                 | Biały chłopiec. O poezji Tadeusza Gajcego                           |
| 1997        | Хроніка художніх, культурних, соціальних та інших подій | Kronika wydarzeń artystycznych, kulturalnych, towarzyskich i innych |

### Фільми
| Рік  | Переклад назви                               | Оригінальна назва                           |
| ---- | -------------------------------------------- | ------------------------------------------- |
| 1989 | Відбите світло                               | Światło odbite                              |
| 1993 | Володимир Одоєвський. Портрет емігранта      | Włodzimierz Odojewski. Portret emigranta    |
| 1993 | Поводок                                      | Powidok                                     |
| 1993 | Кінець світу                                 | Kraj świata                                 |
| 1993 | Корнель Филипович                            | Kornel Filipowicz                           |
| 1994 | З поезією в Вільнюсі                         | Z poezją w Wilnie                           |
| 1995 | Професія письменника. Ян Юзеф Щепанський     | Zawód pisarz. Jan Józef Szczepański         |
| 1996 | Солідарність і самотність Адама Загаєвського | Solidarność i samotność Adama Zagajewskiego |
| 1998 | Літописець. Справа про Болеслава Пруса       | Kronikarz. Rzecz o Bolesławie Prusie        |
| 1999 | Польський Рим, польський Ватикан             | Polski Rzym, polski Watykan                 |
| 2001 | Ангелус                                      | Angelus                                     |
| 2005 | Радість написання                            | Radość pisania                              |
| 2009 | Часом життя може бути терпимим               | Chwilami życie bywa znośne                  |

## Нагороди
- 1983 — Культурна нагорода підземної солідарності;
- 1984 — Культурна нагорода підземної солідарності;
- 1984 — Нагорода Фонду ім. Костельських;
- 1995 — Нагорода ПЕН-клубу за поетичну творчість;
- 2002 — Номінований на Орла (премія польського кіно) за найкращий сценарій для художнього фільму 2001 «Ангелус».
- 2015 — Нагорода міста Краків.